# El Canjoy
El Canjoy är en ort i Mexiko.   Den ligger i kommunen San Bartolo Tutotepec och delstaten Hidalgo, i den sydöstra delen av landet, 160 km nordost om huvudstaden Mexico City. El Canjoy ligger 1 095 meter över havet och antalet invånare är 376.
Terrängen runt El Canjoy är huvudsakligen kuperad, men åt sydväst är den bergig. El Canjoy ligger uppe på en höjd. Runt El Canjoy är det ganska tätbefolkat, med 104 invånare per kvadratkilometer. Närmaste större samhälle är Huehuetla, 4,9 km söder om El Canjoy. I omgivningarna runt El Canjoy växer i huvudsak städsegrön lövskog.